# 吴越国州县列表

宋太平兴国三年（978）年时的吴越国

吴越国州县列表表示五代十国时期，割据今浙江全境及上海、江苏、福建部分地区吴越国的所有州县。吴越的存在年代，由后梁开平元年（907年）朱温封钱镠为吴越国王开始，至宋太平兴国三年（978年）钱俶向北宋纳土为止，前后七十一年，是十国中延续时间最长的政权。
吴越的州县建置及地名变迁，受到五代时期复杂政治军事环境的显著影响。钱镠在世时，占据淮南、江西的杨吴是吴越的主要外患，因此尊奉中原王朝、牵制杨吴及其后继者南唐，就成为吴越的主要国策，这一点也反映在了吴越地名的变更之中（如避后梁“诚”“茂”字讳、后唐“昌”字讳、后晋“塘”字讳，又如因厌恶杨氏而尽去“阳”字等）。至钱弘佐在位时，吴越又在南唐灭亡闽国的战争中夺得福州，使得吴越的版图达到最大。同时，今天的嘉兴市也在吴越国时期第一次形成州一级行政区划（开元府/秀州），奠定了今天浙江省各地级市的大致面貌。至其灭亡时，吴越国共据有杭、越、苏、湖、温、台、明、处、衢、婺、睦、秀、福十三州及衣锦军，总计七十九县。

## 列表
下表中，以 蓝色背景代表吴越国各州、军，所领各县则分别列于其下。州、军、县名及隶属均以978年为准。
| 州/县名 | 治所                        | 备注 |
| ------- | --------------------------- | --- |
| 杭州    | 今杭州市                    | 光化二年（899）升为都督府，吴越谓之西府。一说，吴越曾私改杭州为西都钱唐府。 |
| 钱塘县  | 今杭州市                    | 附郭县。秦置钱唐县，唐代改为钱塘县（一说南朝时改）。 |
| 钱江县  | 今杭州市                    | 附郭县。后梁龙德二年（922），钱氏析钱塘、盐官县地置。钱俶纳土，宋改钱江县为仁和县。 |
| 富春县  | 今富阳区                    | 秦置富春县，东晋太元中，避太后郑阿春讳，改名富阳。钱镠因厌恶杨行密，于后梁开平二年（910）复改富春县。钱俶纳土，宋又复富春为富阳。 |
| 新登县  | 今富阳区新登镇              | 孙吴黄武七年（226）析富春县置新城县，后废。后数经置废，唐永淳元年复置。后梁开平元年（907），吴越避梁太祖朱温之父朱诚讳，改新城为新登。钱俶纳土，宋又复新登为新城。 |
| 横山县  | 今临安區昌化镇              | 武周万岁通天元年（696）析紫溪县置，圣历元年（698）改武崇县，神龙元年（705）又改唐山县。 后梁开平二年（908）改吴昌县，开平四年（910）改金昌县，后唐同光二年（924）复为唐山县，后晋天福七年（942），又改为横山县。钱俶纳土，宋改横山县为昌化县。                                                                          |
| 潛縣    | 今临安區潛鎮                | 西汉置於朁县，隋改於潜县。 |
| 安国县  | 今临安區高虹镇              | 东汉末，孙吴析余杭置临水县，晋太康元年（280）改临安县。隋省，武周垂拱四年（688）复置。后梁开平二年（908），改临安为安国，钱俶纳土，宋又复安国县为临安。 |
| 余杭县  | 今余杭区余杭街道            | 秦置。 |
| 盐官县  | 今海宁市盐官镇              | 孙吴黄武四年（225）置，唐武德七年（624）废，贞观四年（630）复置。 |
| 桐庐县  | 今桐庐县                    | 孙吴黄武四年（225）析富春县置。 |
| 武康县  | 今德清县武康镇 千秋村       | 汉末，孙吴析乌程县馀不乡置永安县，晋改武康县。吴越时，武康县由湖州改隶杭州。钱俶纳土，宋又将武康归隶湖州。 |
| 越州    | 今绍兴市                    | 唐乾宁四年（897）始称东府。一说吴越国曾改越州为东都会稽府。 |
| 会稽县  | 今绍兴市                    | 附郭县。南朝陈析山阴县置会稽。 |
| 山阴县  | 今绍兴市                    | 附郭县。秦置，后屡有废置。 |
| 上虞县  | 今上虞市丰惠镇              | 秦置，隋开皇九年（589）废入会稽，唐贞元元年（785）复置。长庆年间复废，旋又置。 |
| 余姚县  | 今余姚市姚江北              | 秦置，隋开皇九年（589）省，唐武德四年（621）复置。 |
| 赡县    | 今嵊州市                    | 西汉置。后晋天福五年（940），吴越改剡县为赡县。 |
| 诸暨县  | 今诸暨市                    | 秦置，唐末光启中改暨阳县，钱镠因厌恶杨行密，于后梁二年（910）复改诸暨县。 |
| 萧山县  | 今杭州市萧山区              | 西汉置余暨县，孙吴改永兴县。唐天宝元年（742）改萧山县。 |
| 新昌县  | 今新昌县                    | 唐末，吴越析剡县置。 |
| 苏州    | 今苏州市                    | 一说曾改为中吴府。 |
| 吴县    | 今苏州市                    | 附郭县。秦置。 |
| 长洲县  | 今苏州市                    | 附郭县。武周万岁通天元年（696）析吴县置。 |
| 常熟县  | 今常熟市                    | 萧梁大同六年（540）析海虞县置。 |
| 昆山县  | 今昆山市                    | 萧梁析娄县置信义县，又析信义县置昆山县。 |
| 吴江县  | 今吴江市                    | 后梁开平三年（909），吴越析吴县置。 |
| 湖州    | 今湖州市                    | |
| 乌程县  | 今湖州市                    | 附郭县。秦置。 |
| 德清县  | 今德清县乾元镇              | 武周天授二年（691）析武康置武源县，唐景云二年（711）改临溪县，天宝元年又改德清县。 |
| 安吉县  | 今安吉县递铺镇              | 汉中平二年（185）析故鄣县地置，隋开皇九年（589）省。义宁二年（618）沈法兴复置，武德七年（624）又废，麟德元年（664）再置。 |
| 长兴县  | 今长兴县                    | 西晋太康三年（282）析乌程县置长城县，隋开皇九年（589）省，仁寿二年（602）复置，后梁开平元年（907），吴越避梁讳改为长兴县。 |
| 温州    | 今温州市                    | |
| 永嘉县  | 今温州市                    | 附郭县。东汉永和三年（138）析章安县置永宁县，隋开皇九年（589）改永嘉县。 |
| 乐清县  | 今乐清市                    | 东晋宁康二年（374）析永宁县置乐成县（一作乐城县），后梁开平二年（910），吴越为避梁太祖之父朱诚讳，改为乐清。 |
| 瑞安县  | 今瑞安市                    | 孙吴析章安县置罗阳县，宝鼎三年（268）改安阳县，西晋太康元年（280）改安固县。唐天复三年（903），改瑞安县。 |
| 平阳县  | 今平阳县                    | 西晋太康初年，析安固县置始阳县，寻改横阳县。后梁乾化四年（914），吴越改之为平阳县。 |
| 台州    | 今临海市                    | |
| 临海县  | 今临海市                    | 附郭县。孙吴太平二年（257）析章安县置。 |
| 黄岩县  | 今台州市黄岩区              | 唐上元二年（675）析临海县置永宁县，武周天授元年（690）改黄岩县。 |
| 永安县  | 今仙居县                    | 东晋永和三年（347）析始丰县置乐安县，后唐长兴元年（930），吴越改乐安为永安县。 |
| 天台县  | 今天台县                    | 孙吴析章安县置始平县，晋太康元年（280）改始丰县。唐上元二年（675），改唐兴县。后梁代唐，开平二年（908）改天台县。后唐时，复名唐兴。后晋天福七年（942），因避石敬瑭讳，又改台兴。宋建隆元年（960），复名天台。 |
| 宁海县  | 今宁海县                    | 东晋永和三年（347）析鄞县、章安置。 |
| 明州    | 今宁波市                    | |
| 鄞县    | 今宁波市                    | 附郭县。唐武德四年（621）置鄞州，八年（625）废为鄮县。后梁开平二年（908），吴越因避梁朱茂琳讳，改鄮县为鄞县。 |
| 奉化县  | 今宁波市奉化区              | 唐开元二十六年（738）析鄮县置。 |
| 慈溪县  | 今宁波市江北区 慈城镇       | 唐开元二十六年（738）析鄮县置。 |
| 象山县  | 今象山县                    | 武周神龙元年（705）析鄮县、宁海两县置。 |
| 定海县  | 今宁波市镇海区              | 后梁开平三年（909），吴越析鄞县地置望海县，寻改定海县。 |
| 处州    | 今丽水市西                  | |
| 丽水县  | 今丽水市西                  | 附郭县。隋开皇九年（589），析松阳县置括苍县，唐大历十四年（779）改名丽水县。 |
| 缙云县  | 今缙云县                    | 武周万岁登封元年（696）析丽水、永康两县置。 |
| 青田县  | 今青田县                    | 唐景云二年（711）析丽水县置。 |
| 白龙县  | 今松阳县                    | 汉末建安四年（199）析章安县置，隋废，寻又置。钱镠因厌恶杨行密，于后梁开平二年（910）改为长松县。后晋天福四年（939），又改白龙县。入宋，复改为松阳县。 |
| 遂昌县  | 今遂昌县                    | 孙吴赤乌二年（239），析太末县置平昌县。晋太康元年（280），改名遂昌县。 |
| 龙泉县  | 今龙泉市                    | 唐乾元二年（729），析遂昌、松阳两县置。 |
| 衢州    | 今衢州市                    | |
| 西安县  | 今衢州市                    | 附郭县。汉末初平三年（192）析太末县置新安县，晋太康元年（280）改信安县。唐末咸通年间，吴越改信安为西安。 |
| 龙游县  | 今龙游县                    | 本春秋太末县地，晋立龙丘县。隋废，唐贞观八年（634）又置。后唐长兴二年（931），吴越改龙丘为龙游。 |
| 江山县  | 今江山市                    | 唐武德四年（621）析信安县置须江县，寻废，永昌元年（689）复置。后唐长兴二年（931），吴越改须江为江山。 |
| 常山县  | 今常山县                    | 唐咸亨五年（674）析信安县置常山县。 |
| 婺州    | 今金华市                    | |
| 金华县  | 今金华市                    | 附郭县。汉末初平三年（192），析乌伤县置长山县，隋开皇九年（589）改吴宁县，十二年（592）改东阳县，十八年（598）又改金华县。 |
| 兰谿县  | 今兰溪市                    | 唐咸通五年（674）析金华县置兰谿县。 |
| 浦江县  | 今浦江县                    | 唐天宝十三年（754）析义乌县置浦阳县。钱镠因厌恶杨行密，于后梁开平二年（910）改为浦江县。 |
| 义乌县  | 今义乌市                    | 秦置乌伤县，唐武德七年（624）改名义乌县。 |
| 东场县  | 今东阳市                    | 武周垂拱二年（686）析义乌县置东阳县。后梁开平四年（910），钱镠因厌恶杨氏，改名东场县。入宋，复改东阳县。 |
| 永康县  | 今永康市                    | 孙吴赤乌八年（245）析乌伤县置，隋废，唐武德八年（625）复置。 |
| 武义县  | 今武义县                    | 武周天授二年（691），析永康县置武义县，寻改武成县，天祐年间复改武义县。 |
| 睦州    | 今建德市梅城镇              | |
| 建德县  | 今建德市梅城镇              | 附郭县。孙吴黄武四年（225）析富春县置，隋开皇九年（589）省。唐武德四年（621）复置，武德七年（624）省，永淳二年（683）再置。 |
| 寿昌县  | 今建德市寿昌镇              | 孙吴析富春县置新昌县，晋太康元年（280），改寿昌县。 |
| 遂安县  | 今淳安县西 千岛湖五狮岛南   | 汉末建安十三年（208），孙吴析歙县置新定县，晋太康元年（280）改遂安县。隋开皇九年（589）省，仁寿三年（603）复置。 |
| 清溪县  | 今淳安县西 千岛湖南山岛附近 | 孙吴黄武元年（221）析歙县置始新县，晋改雉山县，唐开元二十年（732），改为还淳县。永贞元年（805），为避唐宪宗李纯讳，又改清溪县。 |
| 分水县  | 今桐庐县分水镇              | 唐武德四年（621）析桐庐县置，七年（624）省，武周如意元年（692）改置武盛县，神龙元年，复名分水。 |
| 秀州    | 今嘉兴市                    | 后唐同光二年（924），吴越私建开元府于嘉兴，。钱镠去世，开元府废，所领各县归隶杭州、苏州。至后晋天福三年（938），吴越又于嘉兴置秀州。 |
| 嘉兴县  | 今嘉兴市                    | 附郭县。春秋时为长水县，秦改由拳县。孙吴嘉禾元年改禾兴县，赤乌五年（242），为避太子孙和讳，改为嘉兴县。隋废，唐武德七年（624）复置，九年（626）又省，贞观八年再置。后唐同光二年（924），割隶开元府。钱镠去世，开元府废，新王钱元瓘为防止右藩苏州强大，将嘉兴改隶杭州。后晋天福三年（938），吴越置秀州，嘉兴即改隶秀州。 |
| 海盐县  | 今海盐县                    | 秦置，屡有迁治。后唐同光二年（924），割隶开元府。钱镠去世，开元府废，复隶杭州。吴越置秀州，海盐即改隶秀州。 |
| 华亭县  | 今上海市松江区              | 唐天宝十年（751），析昆山、嘉兴、海盐三县地置。后唐同光二年（924），割隶开元府。钱镠去世，开元府废，复隶苏州。吴越置秀州，华亭即改隶秀州。 |
| 崇德县  | 今桐乡市崇福镇              | 后晋天福三年（938），吴越析嘉兴县置，隶秀州。 |
| 福州    | 今福州市                    | 福州原属闽国。后唐长兴四年，闽国王延钧称帝，改名王鏻，升福州为长乐府。后晋开运二年（945）王延政称闽王，以福州为东都，又作南都。闽国既灭，福州为吴越所得，复改长乐府为福州。 |
| 闽县    | 今福州市                    | 附郭县。晋太康三年（282）置原丰县，隋开皇十二年（592）改原丰为闽县。后唐长兴四年（933），王鏻改闽县为长乐县。清泰二年（935），复改闽县。后晋天福六年（941年），王曦再改闽县为长乐县，次年改回闽县。 |
| 侯官县  | 今福州市                    | 汉末建安年间置，隋唐间数度省入闽县，后又复置。后唐长兴四年（933），王鏻改侯官为闽兴县。清泰二年（935），复改侯官。 |
| 长乐县  | 今长乐市                    | 唐武德六年（623）由闽县析置，初称新宁县，同年改名长乐县。后梁乾化元年（911），王审知改长乐为安昌县，后唐同光三年（925），复名长乐。后唐长兴四年（933），王鏻又改长乐为侯官。清泰二年（935），复改长乐。 |
| 福清县  | 今福清市                    | 武周圣历二年（699）析长乐县置万安县，天宝元年（742）改福唐县。后梁开平二年（908），王审知改福唐为永昌，后唐同光元年（923），复名福唐。后唐长兴四年（933），王鏻改福唐为福清。后晋朝廷因避石敬瑭讳，亦曾在天福七年（942）遥改福唐为南台。唯此时福建已独立，改名并无实际效力。又一说，福清县于天福年间迁治南台岭。        |
| 古田县  | 今古田县东北 古田水库       | 唐开元二十九年（741）由侯官县析置。 |
| 永泰县  | 今永泰县                    | 唐永泰二年（766）析侯官县与尤溪县置。 |
| 连江县  | 今连江县                    | 晋太康四年（283）初置温麻县，隋省入闽县，唐武德六年（623）复置，同年改名连江县。 |
| 长溪县  | 今霞浦县                    | 晋太康四年（283）初置温麻县，隋省入闽县，唐武德六年（623）复置，同年迁治连江，改名连江县，武周长安二年（702），又由连江县析置。 |
| 闽清县  | 今闽清县                    | 唐贞元（785-805）中，析侯官县北置梅溪场，后梁乾化元年（911），王审知升为闽清县。 |
| 永贞县  | 今罗源县南 圣水寺           | 唐大中元年（847），析连江县地置罗源场，咸通二年（861），又从闽县析部分地方并入，升永贞镇。后唐长兴四年（933），王鏻升永贞镇为永贞县。 |
| 宁德县  | 今宁德市                    | 唐开成（836-840）中，析长溪县宁川、古田县东北地置感德场。后唐长兴四年（933），王鏻升感德场为宁德县。 |
| 衣锦军  | 今临安县                    | 临安县安众营本是钱镠故里，钱镠发迹后，唐廷改安众营为衣锦营。光化四年（901），改衣锦城， 天祐四年（907），又改安国衣锦军。 |